# Ignacy Zagórski

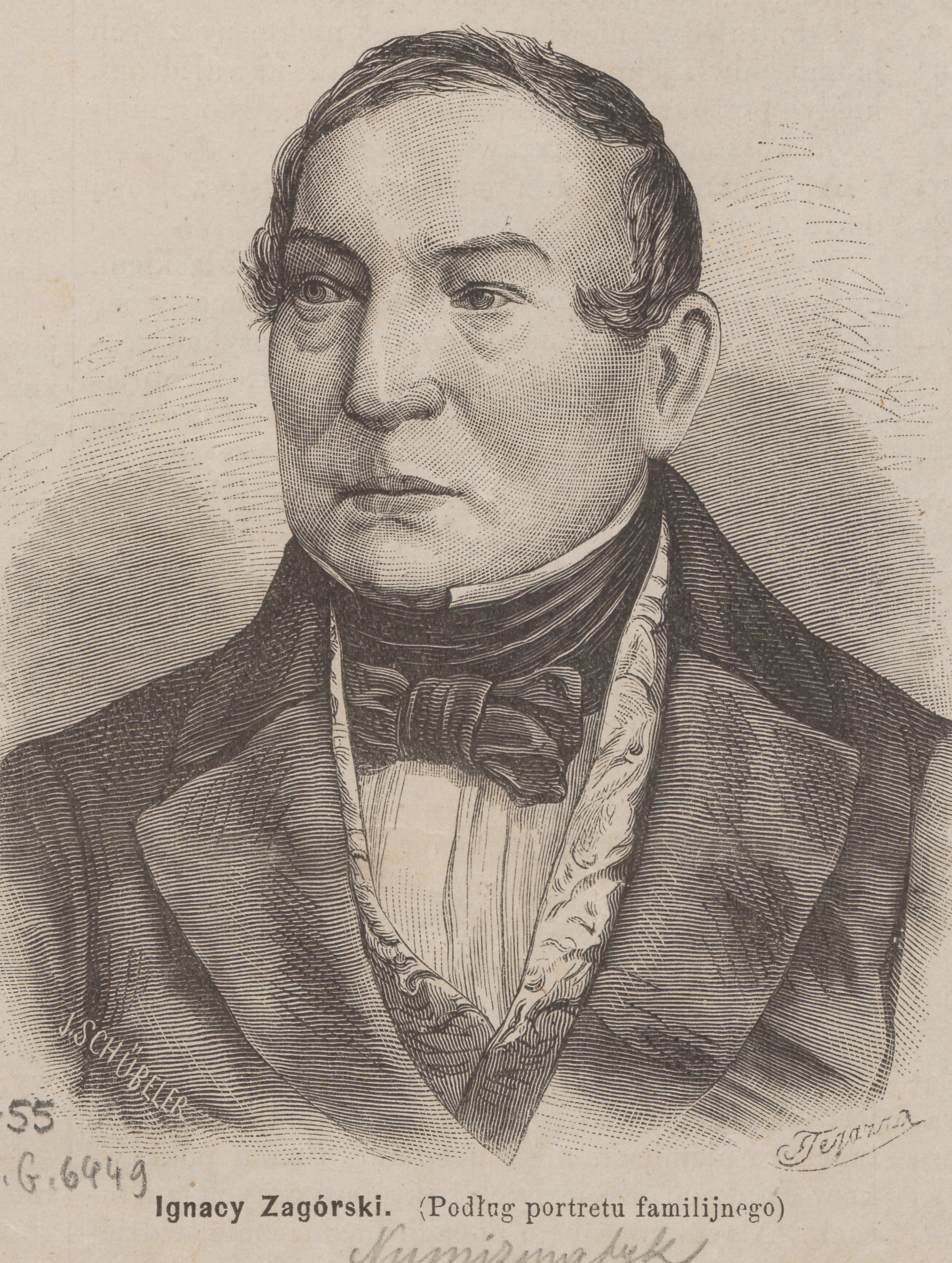
Ignacy Zagórski

Ignacy Zagórski (1788–1854) – polski numizmatyk.
Był członkiem Towarzystw Archeologicznych w Petersburgu i Berlinie. Dzięki wsparciu Edwarda Rastawieckiego wydał w 1845 roku pracę Monety dawnej Polski, jako też prowincji i miast do niej niegdyś należących, z trzech ostatnich wieków. Dwa lata później wydał również Skorowidz monet polskich z trzech ostatnich wieków. 
Został pochowany w Piotrkowie Trybunalskim.